# ماگدالنا آیسگا
ماگدالنا آیسگا (اسپانیایی: Magdalena Aicega‎؛ زادهٔ ۱ نوامبر ۱۹۷۳) بازیکن هاکی روی چمن اهل آرژانتین است.